# خرفار
الخرفار أو القرام أو القريم أو الفالريس أو الفالاريس أو الحَشِيشَة المُجَنّحَة أو المُجَنّحَة أو أبو دميم أو شعير الفار أو خَرفار (الاسم العلمي: Phalaris) هي جنس نباتي يتبع فصيلة النجيلية من رتبة القبئيات.
وهو عشبي معمر تنتشر أنواع منه في المناطق الرطبة في جميع القارات. يعتبر أحد محاصيل المراعي المهمة.

## أهم أنواعه
- الخرفار الصغير (باللاتينية: Phalaris minor)
- الخرفار القصبي (باللاتينية: Phalaris arundinacea)
- الخرفار قصير السنابل (باللاتينية: Phalaris brachystachys)
- الخرفار المائي (باللاتينية: Phalaris aquatica)
- الخرفار المتناقض (باللاتينية: Phalaris paradoxa)